# Kvinden & Samfundet
Kvinden & Samfundet (Femmes et société) est un magazine féministe danois et la publication officielle de la Société des femmes danoises. Il est publié depuis 1885. 

## Histoire
La Société des femmes danoise est fondée en 1871 par Matilde Bajer et son mari Fredrik et le magazine officiel de la Société, Kvinden & Samfundet, est créé en 1885. Sa première rédactrice, Elisabeth Grundtvig (en), dirige le magazine de 1885 à 1886. Initialement, le magazine se concentre sur la sensibilisation et la création d'un débat sur la position des femmes dans la société danoise. Le premier numéro du magazine énonce quatre objectifs spécifiques : fournir des informations sur la situation des femmes danoises ; publier des récits provenant de « pays civilisés » sur la situation des femmes et des mouvements féministes à l'étranger ; encourager le débat sous différents angles ; et proposer des réformes qui donneraient aux femmes danoises le droit de vote (accordé en 1915). 
Il est publié 8 à 12 fois par an jusqu'en 1899, date à laquelle sa fréquence passe à 22 numéros par an. En 1899, les rédactrices de Kvinden & Samfundet lancent une campagne pour accroître leur lectorat parmi les femmes de la classe ouvrière en publiant une série d'articles sur leurs conditions de travail et de vie ; au cours des 15 années suivantes, la revue suit de près l'évolution de la législation sur le travail des femmes. De 1913 à 1919, le magazine est édité par Gyrithe Lemche, écrivaine et historienne qui a également siégé au comité exécutif de la Danish Women's Society. Au cours des années 1930, le magazine et la société alignent leurs vues sur celles du parti social-démocrate. 
Alors que la Société des femmes danoises grandit, Kvinden & Samfundet fonctionne comme une méthode permettant aux membres à travers le pays de rester en contact. Au fil du temps, alors que le mouvement féministe au Danemark progresse et que les inégalités entre les sexes diminuent, le magazine change d'orientation ; son contenu explore désormais les questions de genre, de politique et de culture dans une perspective féministe neutre. Actuellement, le magazine est dirigé par une équipe de rédacteurs bénévoles. Il est publié cinq fois par an, chaque numéro coûtant 50 kr.

## Plus vieux magazine féminin du monde
Sur son site Internet, Kvinden & Samfundet prétend être le plus ancien magazine féminin au monde. Dans un livre de 2013 intitulé The Women's Movement in Protest, Institutions and the Internet, le politologue suédois Drude Dahlerup écrit que Kvinden & Samfundet est probablement le plus ancien magazine féministe du monde. 